# Sport Bissau e Benfica
El Sport Bissau e Benfica es un equipo de fútbol de Guinea-Bisáu que juega en el Campeonato Nacional de Guinea-Bisáu, la liga de fútbol más importante del país.

## Historia
Fue fundado en 1944 en la capital Bisáu y su nombre se debe a su homólogo de Portugal, el SL Benfica de Lisboa, uno de los equipos más importantes del país y de la UEFA.
Es uno de los equipos más ganadores de Guinea-Bisáu, ganando 10 títulos de liga y 6 torneos de copa.
A nivel internacional ha participado en 10 torneos continentales, donde nunca ha avanzado más allá de la primera ronda.

## Palmarés
- Campeonato Nacional de Guinea-Bisáu: 15

1977. 1978, 1980, 1981, 1982, 1988, 1989, 1990, 2015, 2017, 2018, 2022, 2024, 2025
- Taça Nacional de Guinea-Bissau: 10

1980, 1989, 1992, 2008, 2009, 2010, 2015, 2018, 2021, 2022

## Participación en competiciones de la CAF
| Temporada | Torneo                            | Ronda      | Club            | Casa  | Visita | Global |
| --------- | --------------------------------- | ---------- | --------------- | ----- | ------ | ------ |
| 1978      | Copa Africana de Clubes Campeones | 1          | RC Bobo         | 2-3   | 0-7    | 2-10   |
| 1980      | Copa Africana de Clubes Campeones | 1          | Stade d'Abidjan | 2-3   | 0-4    | 2-7    |
| 1981      | Copa Africana de Clubes Campeones | 1          | OC Agaza        | w.o.1 | w.o.1  | w.o.1  |
| 1983      | Copa Africana de Clubes Campeones | 1          | KAC Kenitra     | w.o.1 | w.o.1  | w.o.1  |
| 1986      | Recopa Africana                   | Preliminar | Starlight FC    | 1-1   | 1-3    | 2-4    |
| 1990      | Copa Africana de Clubes Campeones | Preliminar | AS Kaloum Star  | 0-2   | 0-1    | 0-3    |
| 1993      | Recopa Africana                   | Preliminar | ASC SNIM        | w.o.1 | w.o.1  | w.o.1  |
| 2007      | Copa Confederación de la CAF      | Preliminar | FC Satellite    | 1-3   | 1-3    | 2-6    |
| 2009      | Copa Confederación de la CAF      | Preliminar | ASC Yakaar      | 1-2   | 0-1    | 1-3    |
| 2010      | Copa Confederación de la CAF      | Preliminar | FC Baraka       | 0-0   | 2-3    | 2-3    |
| 2018      | Liga de Campeones de la CAF       | Preliminar | Difaa El Jadida | 0-0   | 0-10   | 0-10   |

1- Sport Bissau e Benfica abandonó el torneo.